# Condado de Yates
O Condado de Yates é um dos 62 condados do Estado americano de Nova Iorque. A sede do condado é Penn Yan, e sua maior cidade é Penn Yan. O condado possui uma área de 973 km²(dos quais 97 km² estão cobertos por água), uma população de 24 621 habitantes, e uma densidade populacional de 28 hab/km² (segundo o censo nacional de 2000). O condado foi fundado em 1823.